# John Graham, 1:e viscount Dundee
John Graham of Claverhouse, senare viscount Dundee, född 1648, död 27 juli 1689, var en skotsk militär.
Graham kämpade under Vilhelm III av Oranien mot fransmännen, och utmärkte sig därefter vid kuvandet av de presbyterianska oroligheterna i Skottland under Karl II och blev 1686 generalmajor. År 1688 sökte Graham förgäves upprätthålla Jakob IIs välde i England men ville sedan med högländernas hjälp rädda åtminstone Skottland åt honom. I slaget vid Killiecrankie segrade visserligen Graham men blev själv dödligt sårad. Graham blev senare en skotsk nationalhjälte och bland annat förhärligats av Walter Scott.